# 新疆维吾尔自治区监察委员会
新疆维吾尔自治区监察委员会（維吾爾語：شىنجاڭ ئۇيغۇر ئاپتونوم رايونلۇق رېۋىزىيە كومىتېتى‎），简称新疆维吾尔自治区监委，是中华人民共和国新疆维吾尔自治区的省级地方国家监察机关，与中国共产党新疆维吾尔自治区纪律检查委员会合署办公。